# Boyd Bennett
Boyd Bennett (* 7. Dezember 1924 in Muscle Shoals, Alabama; † 2. Juni 2002) war ein US-amerikanischer Songwriter, Schlagzeuger und Rock-’n’-Roll-Sänger. Sein bekanntester Titel war der Top-Ten-Hit Seventeen.

## Biografie
Bennett wurde in Alabama geboren, wuchs aber in Goodlettsville in der Nähe von Nashville, Tennessee auf. Schon mit vier Jahren sang er mit seinem Großvater Gospelmusik. Im Alter von 14 Jahren gewann er mit Folksongs einen Talentwettbewerb in Evansville und gründete seine erste Band, als er die High School besuchte. Nach dem Wehrdienst in der US Navy arbeitete er 1946 als Discjockey in Louisville, Kentucky, und trat nebenher als Drummer und Sänger verschiedener Bands auf. Mit seiner Western-Swing-Band The Southlanders, die bald in Boyd Bennett and His Rockets umbenannt wurde, spielte er auf den Bühnen der Region in Kentucky, Ohio und speziell regelmäßig im Rustic Ballroom von Jasper, Indiana. Daneben hatten die Musiker zeitweilig eine eigene Fernsehshow als Boyd Bennett and His Space Buddies.
Nachdem Bill Haley and His Comets 1954 mit ihrer „neuen“ Musik, die wenig später als Rock ’n’ Roll bezeichnet wurde, große Erfolge feierten, änderten auch Bennett und die Rockets ihren Stil. 1955 nahmen sie Seventeen auf, ein Lied, das Bennett gemeinsam mit Carl Gorman und John Young geschrieben hatte. Es wurde ihr größter Hit und stieg bis auf Platz fünf der US-Popcharts. Eine Coverversion von den Fontane Sisters platzierte sich sogar auf Rang 3, und auch Rusty Draper fand sich mit einer Version in den Top 20 wieder. In Großbritannien schaffte es neben Bennetts Original, das Platz 16 erreichte, auch eine Coverversion von Frankie Vaughan in die Top 20.
Neben Bennett sang auch Bandmitglied Big Moe (eigentlich James Muzey); er war Leadsänger bei Seventeen und My Boy – Flat Top, dem zweiten Hit in den USA. Auch dieses Lied, ebenfalls ein Gemeinschaftswerk von Bennett und Young, wurde in anderen Versionen erfolgreicher als Bennetts Original: Dorothy Collins erreichte damit die US-Top-Twenty; in Großbritannien kam es wie Seventeen in einer Interpretation von Frankie Vaughan in die Charts. Bennett und seine „Raketen“ tourten nun auch gemeinsam mit Haley und seinen „Kometen“; dem Publikum wurde ein Battle of the Bands, ein „Kampf der Musikkapellen“ zwischen beiden Combos vorgegaukelt. 
Trotz des kommerziellen Erfolges waren Kritiker nicht begeistert von Bennetts Rhythmen und sahen ihn als Abklatsch von Haleys Truppe: „Der Titel [Seventeen] gilt als eine Bestätigung, daß man mit einer Platte von geringer musikalischer Qualität und mit banalem Text das Country-Rock-Publikum durchaus zufriedenstellen konnte. Big Moe intonierte die Worte monoton, während die Band einen ungeschliffenen Beat dahintersetzte.“
1956 fungierten die Rockets als Band von Moon Mullican auf dessen klassischer Rockabilly-Single Seven Nights to Rock. Eine Coverversion von Carl Perkins’ Blue Suede Shoes, bei der Bennett den Leadgesang übernahm, wurde in diesem Jahr dann bereits der letzte Hit für Boyd Bennett and His Rockets. Bis 1959 machten sie weitere Aufnahmen für King Records, danach wechselte Bennett kurzfristig zu Mercury. Nach einigen erfolglosen Singles – lediglich Boogie Bear konnte 1959 noch in die unteren Chartregionen vordringen – „sah er ein, dass er zu alt für das zeitgenössische Rock-’n’-Roll-Publikum war, und entschied, sich aus dem Business zurückzuziehen.“ Mehr als drei Jahrzehnte später wurde Bennett für seinen Beitrag zu diesem Musikgenre in die Rockabilly Hall of Fame aufgenommen.
Die Tantiemen seiner Songs machten Bennett zum mehrfachen Millionär. Er wurde Geschäftsmann, leitete den Thunderbird-Nachtklub in Indianapolis und wurde Miteigentümer eines Fernsehsenders. Etwa zehn Jahre später gründete er ein Unternehmen, das Teile für Heizungen und Klimaanlagen herstellte. In dieser Zeit lebte er in Dallas, Texas. Bis auf gelegentliche Wohltätigkeits-Auftritte mit dem Countrysänger Ray Price hatte er die Rockabilly-Bühne hinter sich gelassen. Erst 1980 machte er wieder Musikaufnahmen, diesmal aber widmete er sich, wie in Kinderjahren, erneut dem Gospel; vier Alben mit Gospelmusik wurden veröffentlicht. 1996 hatte Boyd Bennett seine letzten öffentlichen Auftritte – er sang in Jerusalem am Gartengrab Amazing Grace und in der Bethlehemer Geburtskirche das Vaterunser. Mit seiner Frau Ann-Margaret führte er in seinen letzten Lebensjahren ein Unternehmen für Medizin- und Orthopädiebedarf, mit dem beide 2002 nach Sarasota, Florida zogen.
Bennett litt an Lungenfibrose und war an Krebs erkrankt – Spätfolgen seines Dienstes in der US-Marine, auf deren Schiffen er tödlichen Asbeststaub aus Isolierungen eingeatmet hatte, und denen er letztlich im Juni 2002 erlag.